# VHDL-AMS
VHDL-AMS 是硬件描述语言VHDL（IEEE 1076-1993）的一个衍生部分。它包含了模拟和混合信号的扩展，从而能够对模拟和混合信号系统的行为进行描述。